# Gustav Senn (Botaniker)
Gustav Alfred Senn (* 9. November 1875 in Basel; † 10. Juli 1945 ebenda) war ein Schweizer Botaniker und Wissenschaftshistoriker im Bereich der Botanik. Er forschte zu den Themen Bewegung und morphologische Veränderungen von Chloroplasten. In seiner Spätphase trat Senn als Theophrastos-Forscher in Erscheinung. Für die Kennzeichnung der von Senn benannten botanischen Arten wird die Abkürzung Senn. benutzt.

## Leben und Werk

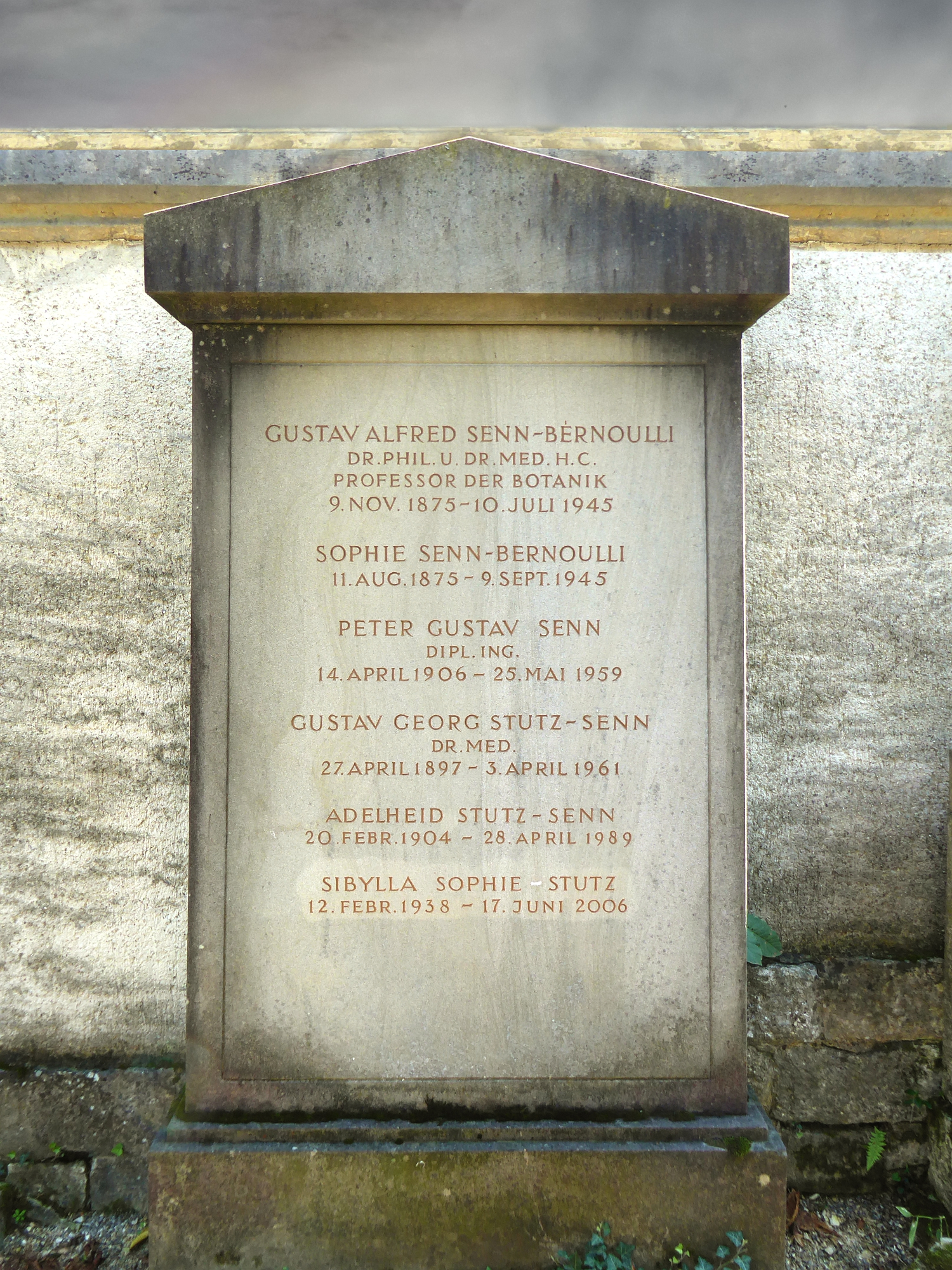
Familiengrab auf dem Friedhof Wolfgottesacker, Basel

Gustav Senn war Schüler des deutschen Botanikers Georg Albrecht Klebs. Er wirkte als Professor für Botanik an der Universität Basel. Er war Mitbegründer der Volkshochschule Basel.
Senn hatte als Erster die lichtinduzierte Bewegung und Anordnung von Chloroplasten untersucht. Er führte physiologische Studien zur Chloroplastenmigration als Reaktion auf äussere Reize durch. Er bestimmte Lichtwege in Zellen durch Messung der Brechungsindexe und der optischen Dichte der Zellkompartimente. Er wies nach, dass Chloroplasten in den für sie hinsichtlich der Lichtintensität günstigsten Bereich wandern. Hierzu veröffentlichte er 1908 seine wegweisende Arbeit Die Gestalten- und Lageveränderung der Pflanzenchromatophoren.
Nach der Veröffentlichung dieses Buches zog sich Senn aus dem Studium der Chloroplasten zurück. Er wandte sich der Erforschung des griechischen Philosophen Theophrastos zu.
Gustav Senn wurde 1937 in die Deutsche Akademie der Naturforscher Leopoldina aufgenommen.
Senn heiratete 1901 Sophie Bernoulli (1875–1945). Ihre gemeinsame Tochter Adelheid (1904–1989) heiratete Georg Stutz. Ihr Bruder war der Ingenieur Peter Gustav Senn (1906–1959).
Seine letzte Ruhestätte fand Gustav Senn auf dem Friedhof Wolfgottesacker in Basel.

## Veröffentlichungen (Auswahl)
- Die Gestalts- und Lageveränderung der Pflanzen-Chromatophoren. Wilhelm Engelmann, Leipzig 1908.
- Die Systematik der nordostmediterranen Pinusarten in Theophrasts Pflanzenkunde. In: Verhandlungen der Naturforschenden Gesellschaft zu Basel. Band 44, 1932–1933, S. 365–400.
- Die Entwicklung der biologischen Forschungsmethode in der Antike und ihre grundsätzliche Förderung durch Theophrast von Eresos (= Veröffentlichungen der Schweizerischen Gesellschaft für Geschichte der Medizin und der Naturwissenschaften. Band 8.) H. R. Sauerländer & Company, Aarau 1933. OCLC 654748954.